# دان كرامر
دان كرامر (بالإنجليزية: Dan Cramer) هو فنان قتال مختلط أمريكي، ولد في 31 أكتوبر 1985 في ستامفورد في الولايات المتحدة.

## وصلات خارجية
- دان كرامر على موقع يو إف سي (الإنجليزية)
- دان كرامر على موقع بيلاتور (الإنجليزية)
- دان كرامر على موقع شيردوغ (الإنجليزية)